# Ronde van Italië 2014/Eerste etappe
De eerste etappe van de Ronde van Italië 2014 werd op 9 mei verreden. De renners reden een overwegende vlakke ploegentijdrit op het eiland Ierland van Belfast naar Belfast over een afstand van 21,7 kilometer. 

## Uitslag
| Belfast - Belfast (21,7 km, TTT) |                         |        |
| Plaats                           | Ploeg                   | Tijd   |
|                                  | Orica-GreenEdge         | 24'42" |
| 2                                | Omega Pharma-Quick-Step | +5"    |
| 3                                | BMC Racing Team         | +7"    |
| 4                                | Tinkoff-Saxo            | +23"   |
| 5                                | Sky ProCycling          | +35"   |
| 6                                | Astana Pro Team         | +38"   |
| 7                                | Cannondale              | +53"   |
| 8                                | Team Movistar           | +55"   |
| 9                                | Giant-Shimano           | +56"   |
| 10                               | AG2R La Mondiale        | +58"   |

## Klassementen
| Algemeen klassement |                    |                         |        |
| Plaats              | Naam               | Ploeg                   | Tijd   |
| Roze trui           | Svein Tuft         | Orica-GreenEdge         | 24'42" |
| 2                   | Luke Durbridge     | Orica-GreenEdge         | z.t.   |
| 3                   | Pieter Weening     | Orica-GreenEdge         | z.t.   |
| 4                   | Cameron Meyer      | Orica-GreenEdge         | z.t.   |
| 5                   | Michael Matthews   | Orica-GreenEdge         | z.t.   |
| 6                   | Ivan Santaromita   | Orica-GreenEdge         | z.t.   |
| 7                   | Pieter Serry       | Omega Pharma-Quick-Step | +5"    |
| 8                   | Gianluca Brambilla | Omega Pharma-Quick-Step | z.t.   |
| 9                   | Rigoberto Urán     | Omega Pharma-Quick-Step | z.t.   |
| 10                  | Serge Pauwels      | Omega Pharma-Quick-Step | z.t.   |

| Jongerenklassement |                  |                         |        |
| Plaats             | Naam             | Ploeg                   | Tijd   |
| Witte trui         | Luke Durbridge   | Orica-GreenEdge         | 24'42" |
| 2                  | Michael Matthews | Orica-GreenEdge         | z.t.   |
| 3                  | Julien Vermote   | Omega Pharma-Quick-Step | +5"    |
|                    |                  |                         |        |
| 23                 | Wilco Kelderman  | Belkin Pro Cycling      | +1'01" |

| Ploegenklassement |                         |        |
| Plaats            | Ploeg                   | Tijd   |
|                   | Orica-GreenEdge         | 24'42" |
| 2                 | Omega Pharma-Quick-Step | +5"    |
| 3                 | BMC Racing Team         | +7"    |
|                   |                         |        |
| 9                 | Giant-Shimano           | +56"   |

1e etappe ·
2e etappe ·
3e etappe ·
4e etappe ·
5e etappe ·
6e etappe ·
7e etappe ·
8e etappe ·
9e etappe ·
10e etappe ·
11e etappe ·
12e etappe ·
13e etappe ·
14e etappe ·
15e etappe ·
16e etappe ·
17e etappe ·
18e etappe ·
19e etappe ·
20e etappe ·
21e etappe
Startlijst · Eindstanden · Afbeeldingen